# William Legge, 10. Earl of Dartmouth

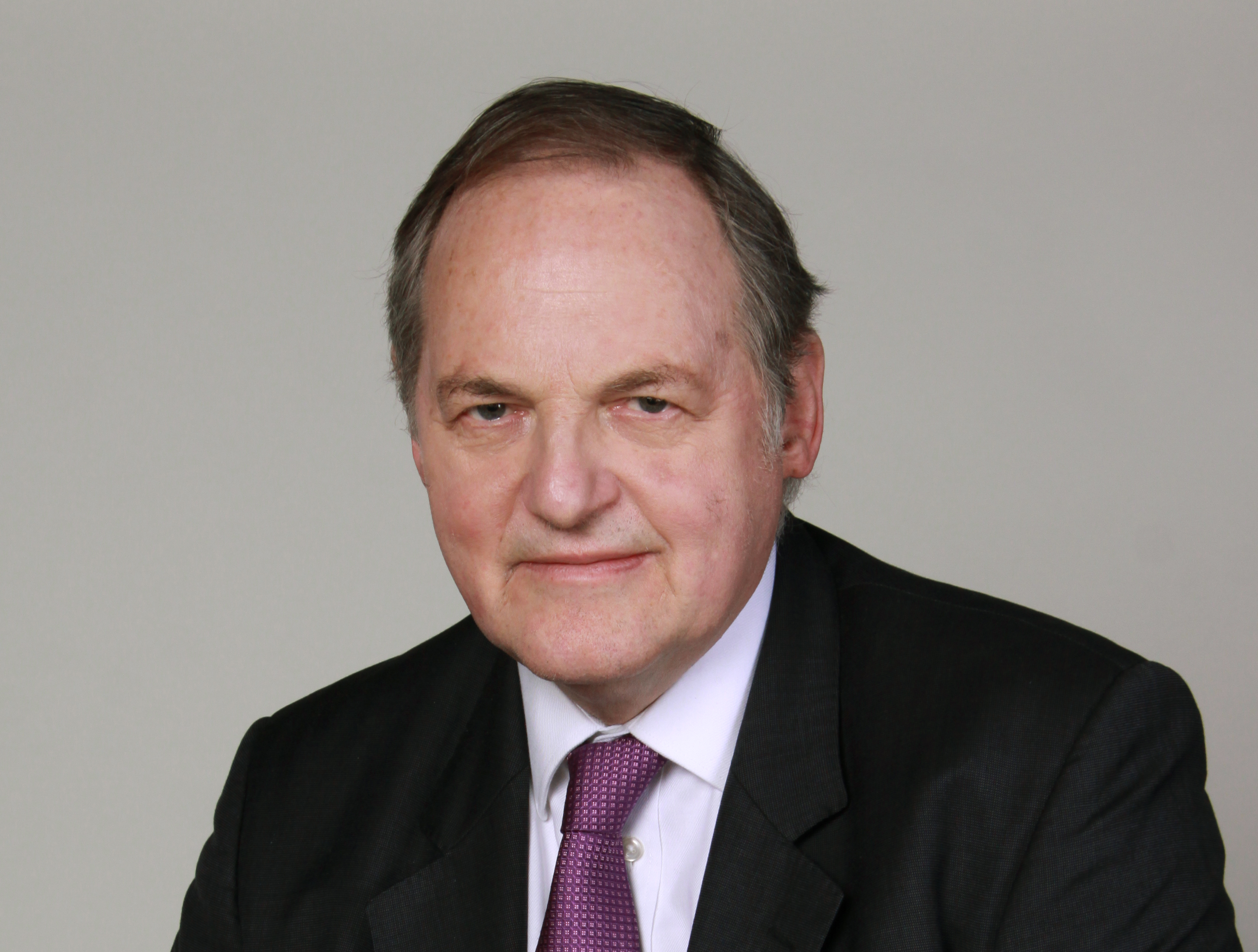
William Legge, 10. Earl of Dartmouth (2014)

Familienwappen des Earls of Dartmouth

William Legge, 10. Earl of Dartmouth, in der Öffentlichkeit bekannt unter dem Namen William Dartmouth, MdEP (* 23. September 1949 in London), ist ein britischer Politiker der UK Independence Party und Adliger. Bis 1997 führte er den Höflichkeitstitel Viscount Lewisham.

## Leben
Legge ist mütterlicherseits ein Enkelkind der Autorin Dame Barbara Cartland. Diana Spencer war seine Stiefschwester. Legge besuchte das Eton College und das Christ Church College in Oxford. Er studierte an der Harvard Business School.
Nachdem er 1997 beim Tod seines Vaters Gerald Legge, 9. Earl of Dartmouth, dessen Adelstitel geerbt hatte, war er Mitglied des House of Lords. Durch den House of Lords Act 1999 verlor er seinen Parlamentssitz. Bis 2007 war er Mitglied der Conservative Party.
Legge wechselte zur UK Independence Party. 2009 gelang ihm der Einzug als Abgeordneter in das Europäische Parlament. Im Juni 2009 heiratete er das ehemalige Model Fiona Campbell, die in erster Ehe mit Matt Handbury, dem Neffen von Rupert Murdoch verheiratet gewesen war. Aus einer früheren Beziehung mit Claire Kavanagh hat er einen Sohn, Gerald Glen Legge (* 2005). Da sein Sohn nicht ehelich ist, gilt statt ihm Legges jüngerer Bruder Rupert Legge (* 1951) als voraussichtlicher Erbe (Heir Presumptive) seiner Adelstitel.
Als EU-Parlamentarier ist Legge (im EU-Parlament als William (The Earl of) Dartmouth geführt) Mitglied im Ausschuss für internationalen Handel und stellvertretendes Mitglied im Ausschuss für auswärtige Angelegenheiten.